# Visoko in čvrsto
Visoko in čvrsto je vojaška različica pričeske (posadke). To je zelo kratka pričeska, ki jo najpogosteje nosijo vojaki iz ZDA. Popularna je tudi pri policistih in varnostnikih. Drugi jo poznajo pod izrazom (kožni prehod). Zadaj in pri straneh je pobrito do kože,proti temenu glave pa je narejen prehod do daljših las. Še starejši izraz za to pričesko je (beli zid).

## Oblikovanje
Obstaja več variant pričeske, najpogostejša značilnost je da je ob britju spodnjega dela lasišča nastavek rezalne glave nastavljen na kratko, običajno 1.5 mm ali manj. Taka nastavitev brivnika se uporablja do višine sence glave, od tod tudi izraz (visoko). Na temenu glave je dolžina las najdaljša, z namenom udobnejše nošnje vojaške čelade. Dolžina najdaljših las je običajno od 0,5-1 cm, toda včasih so tako dolge da se lahko počešejo z glavnikom. Včasih je ob strani in zadaj glave namesto brivnika uporabljena britvica.
Ameriške vojaške pričeske morajo imeti izgled "koničast videz" videz z vseh strani glave z ali brez kape ali čelade. To je tak izgled, da ko ga pogledaš s kateregakoli kota se linije pričeske prilegajo obliki glave, brez špic in vrtincev na glavi.

## Uporaba
V začetku 1980 letih so jo začeli uporabljati tudi civilisti, sprva mlajši moški, nato se je razširila še med druge starostne skupine. Od leta 1990 in vse do danes je pričeska popularna tudi med mladino bližnjega vzhoda, predvsem med Libanonci in potomci Sirije.